# Danh sách điểm cực trị của Nga

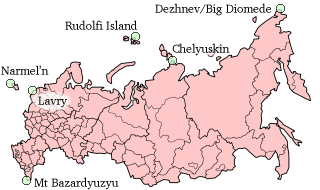
Các điểm cực của Nga

Đây là danh sách các điểm cực và cao nhất tại Nga.
Các điểm cực Bắc và cực Đông của Nga còn là điểm cực Bắc và cực Đông của lục địa Á-Âu (cả trên đất liền và đảo).
Các điểm cực của Liên Xô vẫn giống như bây giờ, ngoại trừ cực Nam Liên Xô là Kushka ở Turkmenistan và điểm cao nhất là đỉnh Ismail Samani ở Tajikistan, với độ cao 7.495 m so với mực nước biển.
Từ năm 1799 đến năm 1867, điểm cực Đông của Đế chế Nga nằm ở Bắc Mỹ, trên biên giới giữa Alaska và Bắc Mỹ thuộc Anh, nằm trên đường đổi ngày quốc tế. Điểm cực Tây của đế chế ở Pyzdry, thuộc Vương quốc Lập hiến Ba Lan từ năm 1815 cho đến khi bị chiếm đóng bởi Đức và Đế quốc Áo-Hung năm 1915. Kushka thuộc Turkmenistan trở thành điểm cực Nam của đế chế từ năm 1885. Trước khi Hoa Kỳ mua Alaska, đỉnh Denali là cao nhất trong đế chế, với độ cao 6.194 m so với mực nước biển.
Những điểm còn lại giống như những điểm cực của Liên Xô.

## Cực trị
Bao gồm cả đảo
- Cực Bắc; Mũi Fligely, Zemlya Frantsa-Iosifa, Khu tự trị Nenets (81°50′35″B 59°14′22″Đ / 81,84306°B 59,23944°Đ)
- Cực Nam; gần Núi Bazardüzü, Cộng hòa Dagestan (41°13′14″B 47°51′28″Đ / 41,22056°B 47,85778°Đ)
- Cực Tây; Narmeln, Vistula Spit, Kaliningrad (54°27′29,4″B 19°38′21″Đ / 54,45°B 19,63917°Đ)
- Cực Đông1; Big Diomede, Khu tự trị Chukotka (65°47′B 169°01′T / 65,783°B 169,017°T)

Trên lục địa
- Cực Bắc; Mũi Chelyuskin, Krasnoyarsk Krai (77°43'B)
- Cực Nam; Mount Bazardyuzyu, Cộng hòa Dagestan (41°12'B)
- Cực Tây; gần Lavry, Pskov Oblast (27°19'Đ)
- Cực Đông1; Mũi Dezhnev (Mũi Đông), Khu tự trị Chukotka (169°40'T)

Thị xã, thành phố

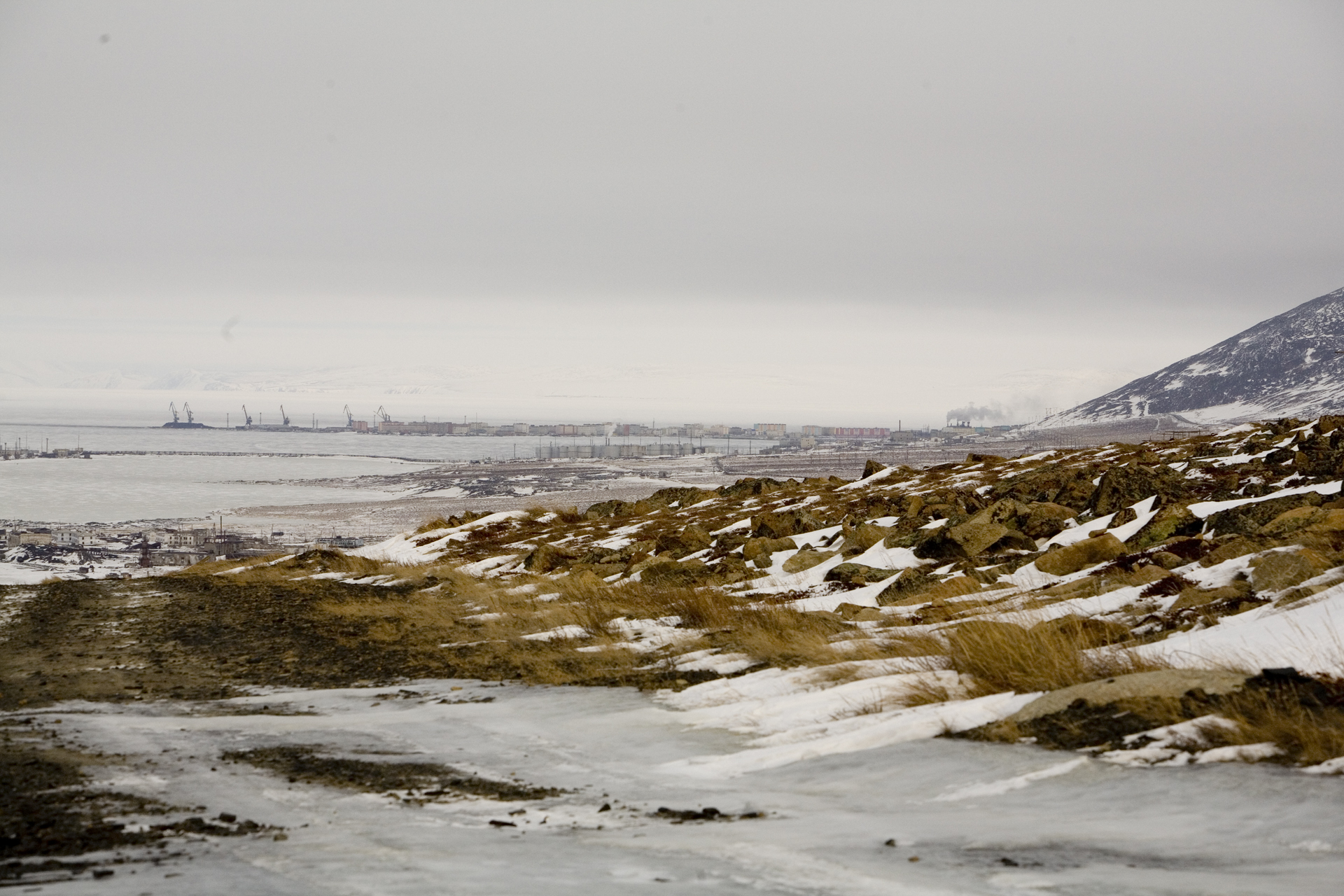
Thị trấn Pevek

- Cực Bắc; Pevek, Khu tự trị Chukotka (69°42′N)
- Cực Nam; Derbent, Cộng hòa Dagestan (42°04′N)
- Cực Tây; Baltiysk, Kaliningrad (19°55′E)
- Cực Đông; Anadyr, Khu tự trị Chukotka (177°30′E)

Khu định cư
- Cực Bắc; Dikson (73°30′N)
- Cực Nam; Kurush, Cộng hòa Dagestan (41°16′N)
- Cực Tây; Baltiysk, Kaliningrad (19°55′E)
- Cực Đông1; Uelen, Khu tự trị Chukotka (169°48′W)

1nằm trên đường đổi ngày quốc tế.

## Độ cao

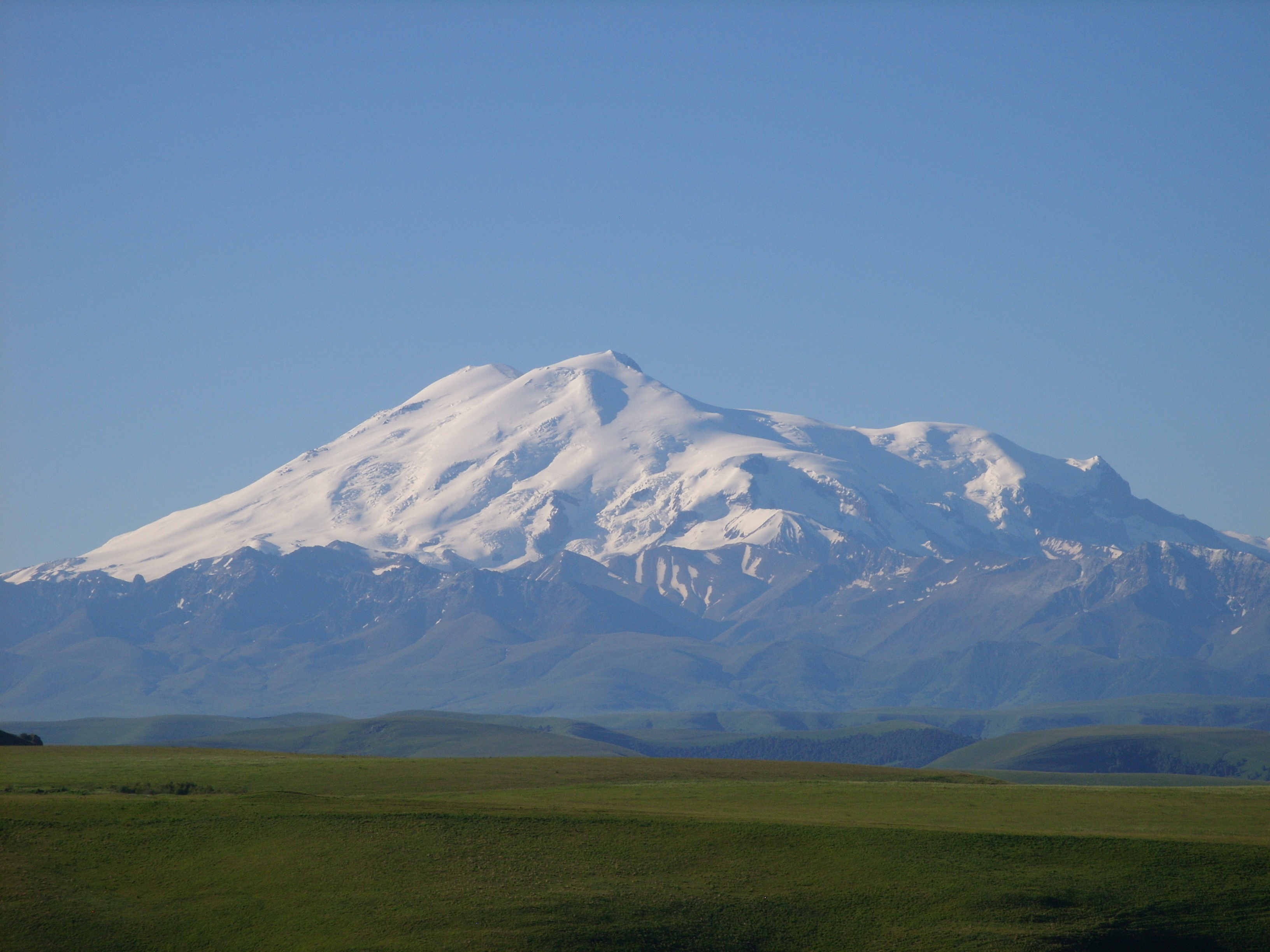
Núi Elbrus

- Điểm thấp nhất: mực nước biển Caspi: -28 m
- Điểm cao nhất: đỉnh phía Tây của núi Elbrus: 5.642 m
- Điểm cao nhất của lãnh thổ Nga ở châu Á: Klyuchevskaya Sopka: 4.750 m